# بيلافول (إزار)
بيلافول هي بلدية في إزار في جنوب شرق فرنسا.